# غیرت روستایی (فیلم)
غیرت روستایی (ایتالیایی: Cavalleria rusticana) که در ایالات متحده آمریکا و کانادا با نام خواستهٔ مرگبار (انگلیسی: Fatal Desire) اکران شد، یک فیلم موزیکال ملودرام ایتالیایی به کارگردانی کارمینه گالونه است که در سال ۱۹۵۳ منتشر شد. این فیلم بر پایهٔ اپرای غیرت روستایی اثر پیترو ماسکانی ساخته شد.

## بازیگران
- می بریت
- اتوره مانی
- آنتونی کوئین
- ویرجینیا بالیستریری
- اومبرتو اسپادارو